# 젊은 인생
젊은 인생은 1991년 12월 15일에서 1998년 3월 1일까지 방영했던 노인 대상 오락 프로그램이다.

## 방송 시간
| 방송 채널 | 방송 기간                           | 방송 시간                            | 방송 분량 |
| --------- | ----------------------------------- | ------------------------------------ | --------- |
| SBS TV    | 1991년 12월 15일 ~ 1992년 3월 22일  | 매주 일요일 오전 11시 ~ 12시         | 60분      |
| SBS TV    | 1992년 3월 29일 ~ 1993년 5월 2일    | 매주 일요일 오전 7시 ~ 8시           | 60분      |
| SBS TV    | 1993년 5월 9일 ~ 1994년 1월 30일    | 매주 일요일 오전 7시 10분 ~ 8시 10분 | 60분      |
| SBS TV    | 1994년 2월 6일 ~ 1994년 4월 24일    | 매주 일요일 오전 6시 ~ 7시           | 60분      |
| SBS TV    | 1994년 5월 1일 ~ 1994년 10월 23일   | 매주 일요일 오전 6시 ~ 6시 45분      | 45분      |
| SBS TV    | 1994년 10월 30일 ~ 1996년 10월 13일 | 매주 일요일 오전 6시 10분 ~ 7시      | 50분      |
| SBS TV    | 1996년 10월 19일 ~ 1997년 4월 19일  | 매주 토요일 오전 6시 10분 ~ 7시      | 50분      |
| SBS TV    | 1997년 4월 26일 ~ 1998년 1월 3일    | 매주 토요일 오전 6시 10분 ~ 6시 40분 | 30분      |
| SBS TV    | 1998년 1월 11일 ~ 1998년 3월 1일    | 매주 일요일 오전 6시 10분 ~ 6시 40분 | 30분      |